# Прекидач
Прекидач је једноставни електромеханички уређај који затвара или отвара струјно коло. Са тиме омогућује или онемогућује ток струје, и код једноставних склопова, укључује или искључује уређај. За разлику од тастера, остварује трајан, а не тренутан електрични спој.
Технички посматрано, прекидачи морају да искључе и струје кратког споја, па обични прекидачи малих снага кућних електричних уређаја не спадају у ту групу. Међутим, назив прекидач је у тако раширеној употреби да се користи за обје врсте.
У електроници, прекидачима се често називају и друге електронске компоненте које врше улогу прекидања струје. Тако се може говорити о транзистору, релеју, или електронској цијеви као прекидачу.

## Опис
Најпознатији облик прекидача је ручни електромеханички уређај са једним или више сетова електричних контаката, који су повезани на спољна кола. Сваки скуп контаката може бити у једном од два стања: или „затворен” што значи да се контакти додирују и електрична енергија може да тече између њих, или „отворен”, што значи да су контакти раздвојени и прекидач није проводљив. Механизам који покреће прелаз између ова два стања (отворено или затворено) је обично (постоје и друге врсте радњи) или „алтернативна радња“ (окренути прекидач за непрекидно „укључено“ или „искључено“) или „тренутно“ (притиснути за „укључено“ и отпуштање за „искључено“).

## Контакти
У најједноставнијем случају, прекидач има два проводна дела, често метална, која се називају контакти, повезана са спољним колом, која се могу додирнути да би затворили (направили) коло и одвојити се да би отворили (прекинули) коло. Контактни материјал је изабран по основу његове отпорности на корозију, јер већина метала формира изолационе оксиде који би спречили рад прекидача. Контактни материјали се такође бирају на основу електричне проводљивости, тврдоће (отпорности на абразивно хабање), механичке чврстоће, ниске цене и ниске токсичности. Формирање оксидних слојева на контактној површини, као и храпавост површине и контактни притисак, одређују контактни отпор и струју влажења механичког прекидача. Понекад су контакти обложени племенитим металима, због њихове одличне проводљивости и отпорности на корозију. Могу бити дизајниране да се бришу једна о другу како би се очистила свака контаминација. Понекад се користе неметални проводници, као што је проводна пластика. Да би се спречило стварање изолационих оксида, минимална струја влажења може бити специфицирана за дати дизајн прекидача.

### Контакт терминологија
У електроници, прекидачи се класификују према распореду њихових контаката. За пар контаката се каже да је „затворен” када струја може тећи од једног до другог. Када су контакти раздвојени изолационим ваздушним отвором, за њих се каже да су „отворени”, и никаква струја не може да тече између њих при нормалним напонима. Широко се користе и термини „направити“ за затварање контаката и „прекид“ за отварање контаката.
Термини стуб и бацање се такође користе за описивање варијација контакта прекидача. Број „полова” је број електричних одвојених прекидача којима управља један физички актуатор. На пример, „2-полни” прекидач има два одвојена, паралелна скуба контаката који се отварају и сагласно затварају преко истог механизма. Број „избацивања“ је број одвојених избора путање ожичења осим „отвореног“ које прекидач може да усвоји за сваки пол. Прекидач са једним бацањем има један пар контаката који могу бити затворени или отворени. Двоструки прекидач има контакт који се може повезати са било којим од два друга контакта, троструки прекидач има контакт који се може повезати са једним од три друга контакта, итд.

### Одбијање контакта
Одбијање контакта (који се назива и цвокотање) је уобичајен проблем са механичким прекидачима и релејима, који настаје као резултат појаве електричног контактног отпора (ECR) на интерфејсима. Контакти прекидача и релеја обично су направљени од еластичних метала. Када се контакти ударе заједно, њихов замах и еластичност делују заједно и узрокују да се раздвоје један или више пута пре него што успоставе стабилан контакт. Резултат је брзо пулсирајућа електрична струја уместо чистог преласка са нулте на пуну струју. Ефекат је обично неважан у струјним колима, али изазива проблеме у неким аналогним и логичким колима која реагују довољно брзо да погрешно протумаче импулсе за укључивање-искључивање као ток података. У дизајну микро-контаката, контрола површинске структуре (храпавост површине) и минимизирање формирања пасивираних слојева на металним површинама су инструментални у спречавању цвокотања.

### Лукови
Када је снага која се пребацује довољно велика, проток електрона преко зазора контаката прекидача је довољан да јонизује молекуле ваздуха кроз мали размак између контаката док се прекидач отвара, формирајући гасну плазму, такође познату као електрични лук. Плазма је малог отпора и способна је да одржи проток снаге, чак и са растојањем између контаката прекидача који се стално повећава. Плазма је такође веома врућа и способна је да еродира металне површине контаката прекидача (исто важи и за вакуумске прекидаче). Избијање електричног лука изазива значајну деградацију контаката, као и значајне електромагнетне сметње (EMI), што захтева употребу лучних метода за сузбијање.

## Прекидачи малих снага
Прекидачи малих снага се срећу на скоро свим електричним уређајима малих снага. Имају различите конфигурације, по броју полова, по броју контаката и облику. Нису намијењени за прекидање струја кратког споја, па су уређаји додатно заштићени аутоматским или топљивим осигурачима.

## Прекидачи великих снага за електроенергетику
Прекидачи у електроенергетици могу да прекидају и струје кратког споја, често на врло високим напонима. Ради тога су великих димензија и тежине. Посебне мјере се примјењују код њих за гушење искре при отварању контаката. Многи су ради тога херметички затворени, и имају вакуум или инертни гас у себи, да се спријечи ионизација.

## Симболи
Симболи за неке конфигурације прекидача су приказани у табели.
Термин -пол- се односи на покретни дио прекидача који успоставља спој. Термин -положај- се односи на број радних положаја прекидача.
| Назив                           | Опис | Симбол | IEC 60617 симбол | енглеска скраћеница |
| ------------------------------- | --- | ------ | ---------------- | ------------------- |
| Један пол, један положај (ЈПЈП) | Једноставни прекидач за укључивање и искључивање: Два контакта су или спојена или раздвојена. Примјер је прекидач за свјетло. |        | \|\|             |                     |
| Један пол, два положаја (ЈПДП)  | Заједнички контакт је повезан са L1 ИЛИ L2.                                                                                     |        | \|\|             |                     |
| Два пола, један положај (ДПЈП)  | Исто као два ЈПЈП прекидача на почетку табеле, контролисана једним механизмом.                                                |        | \|\|             |                     |
| Два пола, два положаја (ДПДП)   | Као два ЈПДП прекидача на другом мјесту табеле, контролисана једним механизмом.                                               |        | \|\|             |                     |